# 世直し順庵!人情剣
『世直し順庵!人情剣』（よなおしじゅんあんにんじょうけん）は、2005年（平成17年）10月17日から12月12日にテレビ朝日系列で毎週月曜日の19時から放映された連続時代劇。全9回。

## 概要
元幕府剣術指南役であった河合順庵。その後長崎で医学を学び、今では江戸で評判の名医となっていた。すぐ患者に「あんたは手遅れだ」ということから「手遅れ医者」とも呼ばれているが皆から愛されている。しかし、秘密裏に悪を滅ぼす世直し医者という、誰も知らない裏の顔を持つ。
今日も順庵は医学の知識と技で江戸の悪に一人立ち向かう。「お前さんはもう手遅れだ……」

## キャスト

### 主要人物
河合順庵（藤田まこと）
江戸の長屋で開業医を営んでいる。診療代をほとんど取らず。しかし腕は確かなので庶民の味方的存在。
たいした病気でもないのにすぐ「手遅れ」という言葉を使い、患者を怖がらせているが、それは患者に対する愛情の現れ。今で言う事件の監察医としての役目も担っている。
藤森清三郎（風間俊介）
順庵の下で医学を学んでいる青年。物腰が優しく、順庵をとても尊敬している。元は武士の子供だが、両親を早くに亡くしている。
また、医術道具の支度や身の回りの世話も彼の仕事。順庵には「藤森」と苗字で呼ばれている。
おみつ（仲村瑠璃亜）
吉松の娘。しかし実の娘ではなく、吉松が赤ん坊の頃に引き取って育てられていた。明るく活発な性格。
吉松とともに暮らしているが、後に順庵の下にお手伝いとして働くことになる。
吉松（内藤剛志）
江戸の岡っ引き。順庵とは以前からの知り合いで飲み仲間。赤ん坊のおみつを引き取り、男手ひとつで育ててきた。
殺しの事件があったときには順庵に検視をお願いしている。岡っ引きとしてとても優秀。しかし、年頃のおみつの将来が心配でたまらない。
およう（池上季実子）
順庵と吉松が通う飲み屋の女将。そのかたわら浮世絵師として絵を学んでおり、よく吉松に頼まれて事件に関わっている人物の人相書きを頼まれている。

### 準レギュラー
- 秋山惣六（細川純一）
- お袖（松岡由美）
- 榊原一馬（小林正寛）
- 六助（ミスターちん）
- 長谷部総十郎（島田順司）

### ゲスト
- 第1話
  - おしん（小沢真珠）
  - 政五郎（永澤俊矢）
  - 由蔵（木村栄）
  - 木曾屋伊右衛門（常泉忠通）
  - 佃の喜兵衛（望月太郎）
  - お吉（大和なでしこ）
- 第2話
  - 早坂法眼（金内喜久夫）
  - 孝太郎（若林久弥）
  - 清兵衛（樋浦勉）
  - 勝五郎（石山輝夫）
  - お重（園英子）
  - 弥市（浅田祐二）
  - 患者（谷津勲）
- 第3話
  - おきく（大谷允保）
  - 金井誠之助（宮川一朗太）
  - 矢八（石原辰己）
- 第4話
  - 志津（川上麻衣子）
  - 暗闇の政（佐野圭亮）
  - おしま（桐沢晶子）
  - おたつ（豊川栄順）
  - 望月燐之助（前田淳）
  - 彦六（川鶴晃裕）
- 第5話
  - お妙（未來貴子）
  - 戸田重四郎（神保悟志）
  - お絹（クノ真季子）
  - 江藤又十郎（大家仁志）
  - 近江屋喜助（小杉勇二）
- 第6話
  - おさい（国分佐智子）
  - 十文字屋七左衛門（大林丈史）
  - 太兵衛（嶋崎伸夫）
  - 常吉（岡田和範）
  - おはる（清水万里）
- 第7話
  - 須磨の方（岡本夏生）
  - 歌野（愛川裕子）
  - 姉小路（月見恭子）
  - 三浦（藤原ひろみ）
  - 間崎肥前守（伊庭剛）
  - おふじ（大音奈々）
  - 忠兵衛（笹木俊志）
  - お重（星野美恵子）
  - 七之助（山本辰彦）
- 第8話
  - おとせ（おせい）（宮本真希）
  - 黒田以蔵（手塚秀彰）
  - およし（大寶智子）
  - 仙吉（山本紀彦）
  - おかね（山口京子）
- 第9話
  - 香山しず（丘みつ子）
  - 港屋義兵衛（市川勇）
  - 留吉（大場順）
  - お由（那須佐代子）
  - おせい（須部浩美）
  - 江川（篠塚勝）
  - おまつ（竹内都子）
  - 清六（斎藤清六）
  - 里中（山内としお）
  - 草庵（野村昇史）

## スタッフ
- プロデューサー：田中芳之（テレビ朝日）、桑原秀郎、島田薫（東映）
- 脚本：宮川一郎、奥村俊雄、岡本さとる
- 監督：吉川一義、岡屋龍一、森本浩史
- 音楽：中村幸代
- 制作：テレビ朝日、東映
- エンディングテーマ：林明日香「声」

## 放映リスト
サブタイトルの前者は新聞のラテ欄、括弧内は公式HPによるもの。
| 各話   | 放送日         | サブタイトル                                                        | 視聴率 |
| ------ | -------------- | ------------------------------------------------------------------- | ------ |
| 第1話  | 2005年10月17日 | 悪党どもに正義の仕置きを!! 二つの顔を持つ新ヒーロー登場 【廓の女】  | 9.9%   |
| 第2話  | 2005年10月24日 | 父の秘密と娘の涙…人の命で儲ける奴らに天罰を!! 【父と娘】            | 9.7%   |
| 第3話  | 2005年10月31日 | 悪どい金で出世を買う男! だまされた女と父の愛… 【悲しい目をした女】  | 8.6%   |
| 第4話  | 2005年11月07日 | 長崎から来た女の恋…極悪旗本次男坊に闇の仕置を 【長崎から来た女】    | 8.8%   |
| 第5話  | 2005年11月14日 | 涙の仇討ち! 夫婦愛を踏みにじる悪い奴に天罰を!! 【仇討ちの女】       | 9.0%   |
| 第6話  | 2005年11月21日 | 幽霊の声と誘拐された娘達! 順庵に惚れた極道女… 【壷振りの女】        | 9.4%   |
| 第7話  | 2005年11月28日 | 江戸城大奥（秘）物語! お局様の野望と愛欲の果て… 【大奥の女】        | 8.5%   |
| 第8話  | 2005年12月05日 | 悪党に囲われた女の涙…火盗改めの罠と陰謀を暴け 【囲われた女】        | 9.0%   |
| 最終話 | 2005年12月12日 | 順庵最後の大仕事 奉行と悪徳商人の陰謀を暴け! 【医者に背を向けた女】 | 9.3%   |

平均視聴率9.1%（ビデオリサーチ調べ・関東地区）